# Tiendschuur Herkenrode
De Tiendschuur Herkenrode (1656) is naast het poortgebouw en de abdijhoeve een deel van de gebouwen rond het erf van de voormalige Abdij van Herkenrode in de Belgische provincie Limburg.

## Situering
De gebouwen rond het zuidwest-gesitueerde erf van de vroegere abdij omvatten het Poortgebouw Herkenrode met de portierswoning, de abdijhoeve en de tiendschuur.
De tiendschuur kwam tot stand in 1656 tijdens het abbatiaat van abdis Anna Catharina de Lamboy zoals het wapenschild met inscriptie PIE ET PROVIDE verduidelijkt. 
De schuur zelf is van het type langsschuur onder steil zadeldak met indrukwekkende spanten. De zuidgevel is voorzien van steunberen.
Het gebouw doet nu (2022) dienst als feestzaal en receptieruimte.

## Literatuur

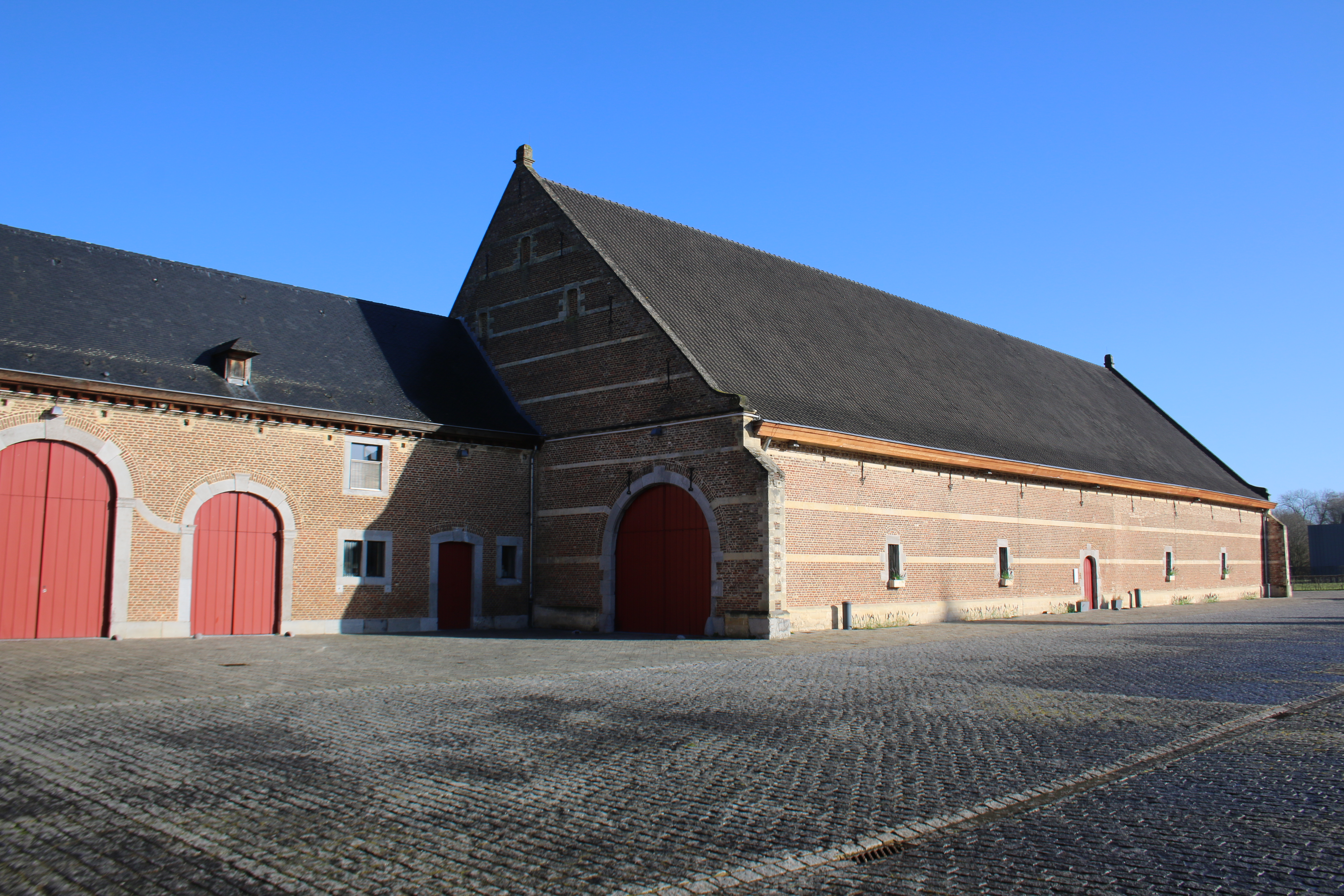
Tiendschuur van de abdij van Herkenrode
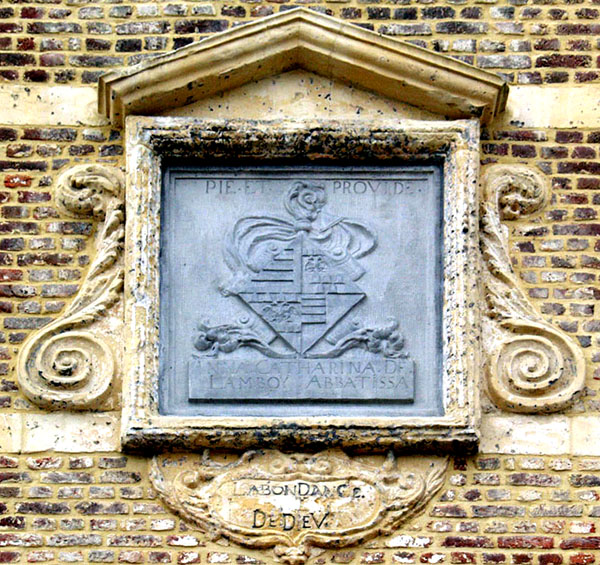
Wapenschild van Anna Catharina de Lamboy op de tiendschuur
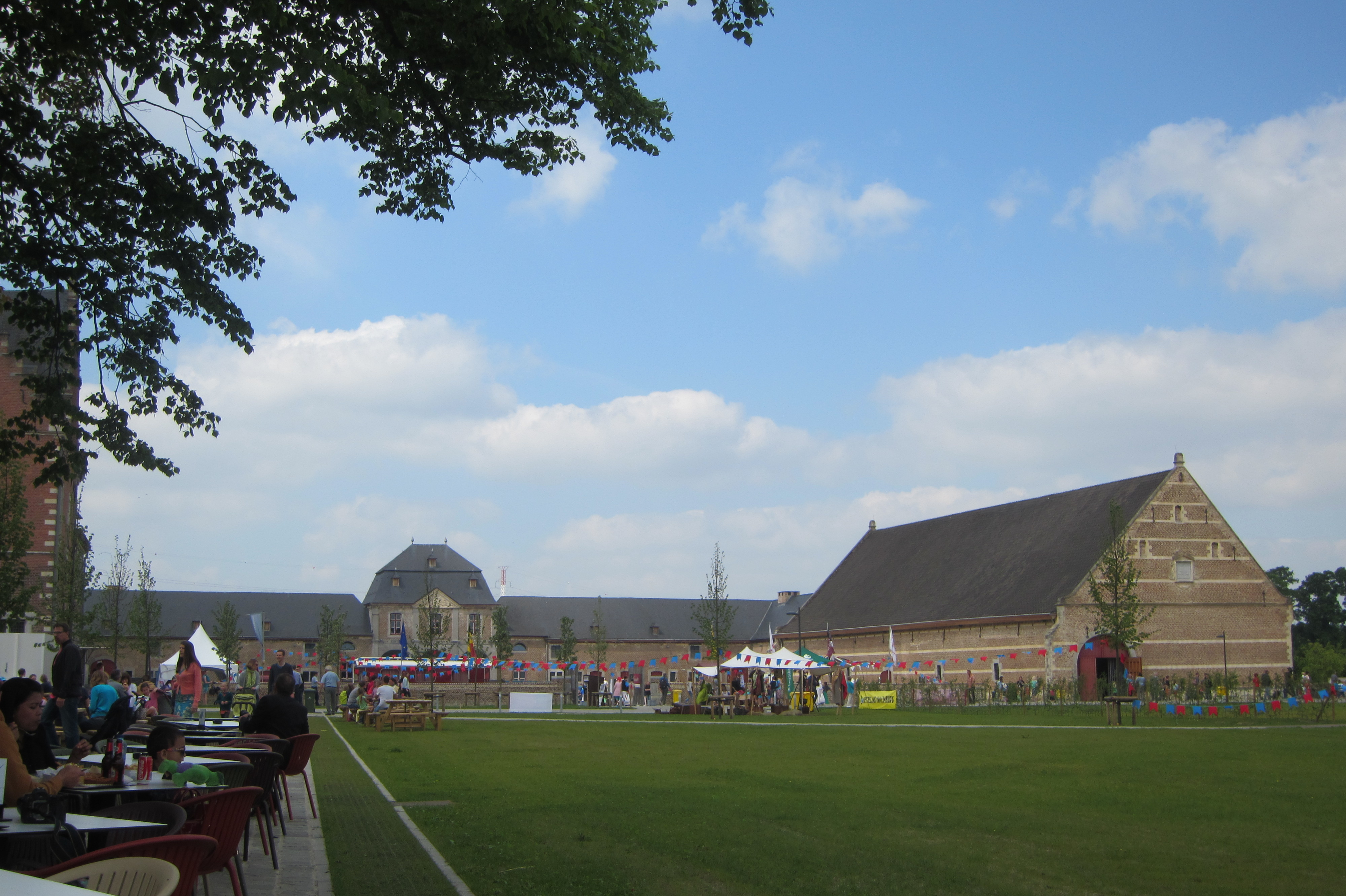
Links de verbouwde paardenstallen, midden de abdijhoeve en rechts de tiendschuur met in de oostgevel het wapen de Lamboy
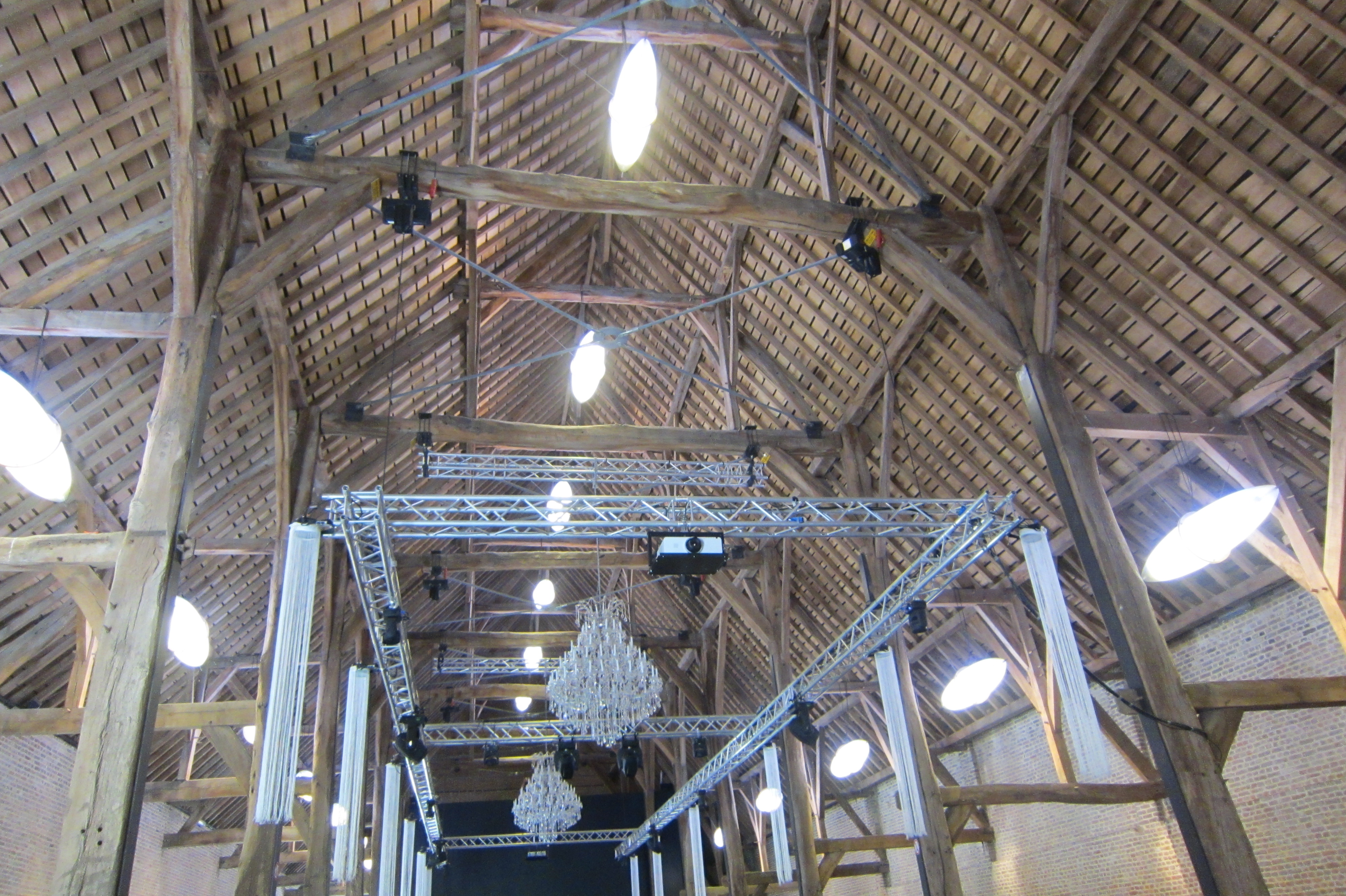
Interieur Tiendschuur Abdij van Herkenrode